# Elektrischer Kurzschluss
Ein elektrischer Kurzschluss ist eine nahezu widerstandslose Verbindung der beiden Pole einer elektrischen Spannungsquelle, oder allgemeiner zweier Schaltungspunkte mit normalerweise verschiedenem Potential, durch die die Spannung zwischen diesen Teilen auf einen Wert nahe null fällt. Dieser Begriff bezeichnet sowohl die physische Verbindung (ohne Stromfluss) als auch das Ereignis des extremen Stromflusses durch diese Verbindung, sobald sie oder die Spannungsquelle aktiviert werden.
Im Gegensatz zu elektrischen Verbindungen, die der Abschirmung oder Feldsteuerung dienen, kann durch eine Kurzschlussverbindung ein hoher Strom fließen, der meistens ein Mehrfaches des Betriebsstromes beträgt. Dieser hohe Kurzschlussstrom kommt durch den geringen ohmschen Widerstand zustande (siehe ohmsches Gesetz).
Zu sogenannten Kurzschlussschiebern in der HF-Technik siehe z. B. Wellenmesser oder Lecherleitung.

## Beabsichtigte Kurzschlüsse
Die fünf Sicherheitsregeln zur Vermeidung von Stromunfällen besagen, dass vor Arbeiten an elektrischen Anlagen nicht nur die Außenleiter freigeschaltet werden müssen, sondern gegebenenfalls anschließend auch ein Kurzschluss zwischen den spannungsfrei geschalteten Außenleitern und Erdpotential hergestellt werden muss.
Bei Wartungsarbeiten an Schaltanlagen und Oberleitungen werden mobile und stationäre Erdungs- und Kurzschließeinrichtungen verwendet.
- Zu den mobilen Erdungseinrichtungen in elektrischen Anlagen zählen die Erdungsstange und die Erdungspeitsche. Diese werden angelegt, sobald die Anlagen abgeschaltet sind und auf Spannungsfreiheit geprüft wurden. Ohne Erdung könnten auf den abgeschalteten Leitungen Restladungen bestehen bleiben oder neue Störladungen entstehen (z. B. über magnetische Induktion parallel laufender eingeschalteter Leitungen), die sich bei Berührung über den menschlichen Körper entladen.
- Zu den stationären Kurzschlusseinrichtungen gehören Erdungsschalter,[1] die in Einspeisefeldern von Mittelspannungsschaltanlagen, oft auch in Kombination mit dem Lasttrennschalter, installiert sind. Unter bestimmten Voraussetzungen können auch abgangsseitige Erdungsschalter gefordert sein. Anstatt der Erdungsschalter können unter bestimmten Voraussetzungen auch sogenannte „Erdungsfestpunkte“ vom Stromnetzbetreiber zugelassen sein.[2]

Insbesondere Leistungskondensatoren mit niedrigem Innenwiderstand und hohem Isolationswiderstand zwischen den Elektroden müssen bei Lagerung und Transport permanent kurzgeschlossen gehandhabt werden. Dies dient dazu sicherzustellen, dass sie entladen sind und eine ungewollte Aufladung während der Lagerung zu vermeiden. Es reicht daher nicht einen Leistungskondensator einmalig zu entladen, beispielsweise nach einem regulären Betrieb, da bei offenen Anschlüssen am Kondensator durch die dielektrische Absorption neue Ladungen aus dem Dielektrikum auf die Elektroden wandern können und sich über längere Zeiträume hohe Spannungen bilden.
ESD- empfindliche elektronische Bauelemente (MOSFET, IGBT, ICs) sind oft vor dem Einbau zum Transport und zur sicheren Handhabung kurzgeschlossen, um Schäden durch elektrostatische Entladungen zu vermeiden. Durch statische Aufladungen entstehen Spannungen von mehreren tausend Volt, die beim Entladen ansonsten die Bauelemente zerstören würden.

## Unbeabsichtigte Kurzschlüsse

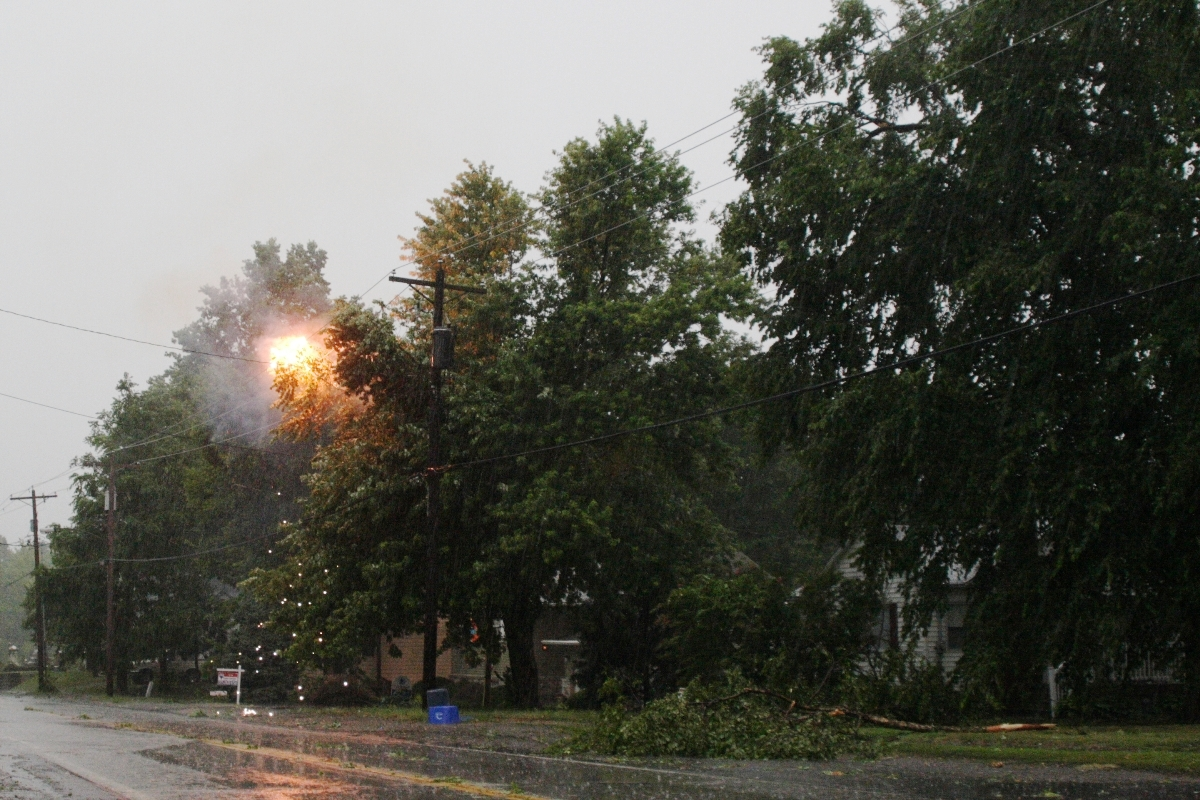
Kurzschluss durch einen herabhängenden Ast

Bei einem Kurzschluss zwischen den Polen einer Batterie oder Spannung führenden Außenleitern, beziehungsweise einem Außen- und dem Neutralleiter einer Drehstromanlage erreicht der Strom seinen Maximalwert, den „Anfangskurzschlussstrom“. Dieser Strom wird nur durch den Widerstand der Leitung und den in Reihe liegenden Innenwiderstand {\displaystyle R_{\text{i}}} der Spannungsquelle begrenzt.
Der Kurzschlussstrom {\displaystyle I_{\text{K}}} beträgt daher:
{\displaystyle I_{\text{K}}={\frac {U}{Z}}{\text{ ,}}}
mit der Spannung der Spannungsquelle {\displaystyle U} und der Summe aller Impedanzen (Wirk- und Blindwiderstände) in der Kurzschluss-Strombahn {\displaystyle Z}. Dieser sehr hohe Anfangskurzschlussstrom besteht nur einige Millisekunden und schwächt sich danach zu einem Dauerkurzschlussstrom ab. Er kann durch Überstromschutzeinrichtungen abgeschaltet werden.
Kurzschlüsse werden meistens durch eine schadhaft gewordene Isolation oder durch einen Schaltfehler in elektrischen Anlagen bzw. Stromkreisen verursacht. Kurzschlüsse zwischen allen Außenleitern L1/L2/L3 nennt man dreiphasige Kurzschlüsse. Alle Kurzschlussströme werden durch Schutzeinrichtungen erfasst und die stromführenden Leiter durch Leitungsschutzschalter bzw. durch Sicherungen ausgeschaltet.
Bei Erdkabeln kann es aufwendig sein, den Kurzschluss zu orten, da eine Freilegung des Kabels auf seiner gesamten Länge oft nicht möglich ist.

### Ursachen und Arten
Ein Kurzschluss kann folgende Ursachen haben:
- Isolationsbruch, hervorgerufen z. B. durch Alterung
- Isolationsänderungen
  - durch ständige Beanspruchung der Isolationsmaterialien durch hohes elektrisches Feld ggf. mit Teilentladungen
  - durch Überhitzung und nachfolgende Erweichung oder chemische Veränderungen der Isolation
  - durch Einfluss von Wasser (es bilden sich Kriechwege oder der Isolierstoff nimmt Wasser auf)
  - durch mechanische Beschädigungen der Isolierung (hoch beanspruchte Handgeräte, auf Baustellen)
- durch menschliches Versagen (Fehlschaltung, leitfähige Gegenstände, Werkzeuge) in elektrischen Schaltanlagen und Geräten bei Nichtbeachtung der Sicherheitsregeln.

Es wird zwischen Kurzschluss durch Berühren eines unter Spannung stehenden Körpers (Körperschluss) und Kurzschluss über einen Fehlerwiderstand (Wirkwiderstand und Blindwiderstand) unterschieden.

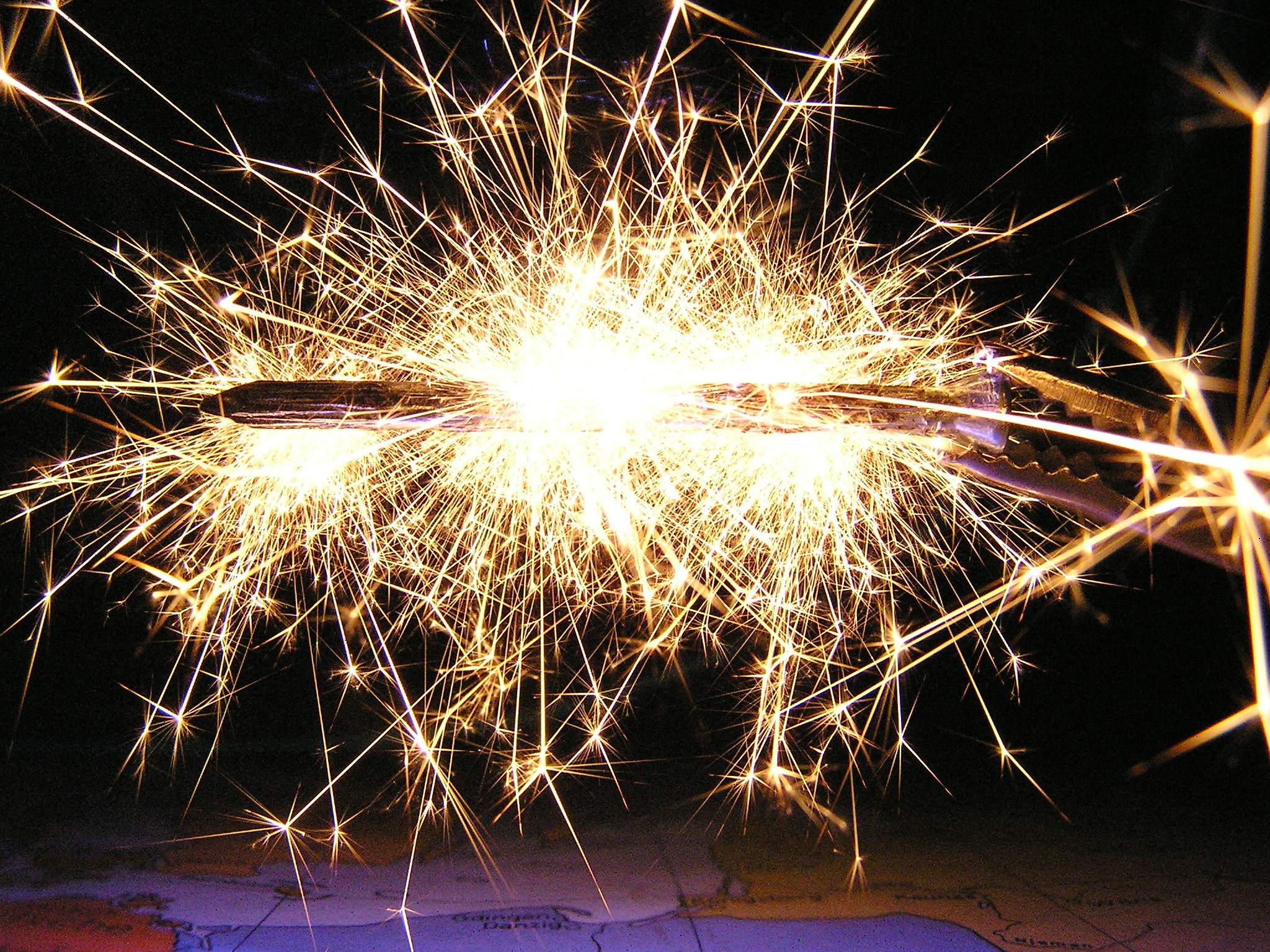
Kurzschluss bei Kleinspannung (12 V / 20 A)

Beim Kurzschluss über einen Fehlerwiderstand kann ein Lichtbogen mit einer charakteristischen Lichtbogenspannung entstehen. Der Lichtbogen verhält sich stark nichtlinear, er begrenzt den Strom nicht und verursacht hohe Temperaturen (5.000 bis 15.000 °C) sowie Störspannungen. Durch seine thermische und ionisierende Wirkung können weitere Isolierbauteile Schaden nehmen.
Da der Lichtbogen bei jeder Halbwelle des Wechselstromes nach dem Nulldurchgang der Spannung bei einer höheren Spannung zündet als verlischt, verursacht er eine Phasenverschiebung des Stromes wie bei einer Phasenanschnittsteuerung.
In Dreiphasennetzen kann ein dreipoliger (symmetrischer), zweipoliger (zwischen je zwei von L1, L2 oder L3) oder ein einpoliger (unsymmetrischer, zwischen L1 und Erdungseinrichtungen) Kurzschluss entstehen.
Der „zweipolige Kurzschluss“ ist dabei derjenige, bei dem in Drehstromnetzen der größte Kurzschlussstrom fließt, da die Drehspannungsquelle trotz des Kurzschlusses relativ gering belastet ist und daher bei diesem Kurzschluss noch die meisten Energiereserven zur Verfügung hat. Es treten überdies Unsymmetrien auf, die in den anderen Leitern zu Überspannungen führen können.
Die elektrischen Betriebsmittel (Aluminium-Seile, Trennschalter, Leistungsschalter, Stromwandler, auch tragende Eisenkonstruktionen sowie die Erdungsleiter) müssen daher nach dem maximal auftretenden zweipoligen Kurzschlussstrom bemessen sein. Dabei wird zwischen thermischen Erscheinungen (Wärmeerscheinungen) und dynamischem (magnetische Kraftwirkungen) Kurzschlussstrom unterschieden.
Elektrotechnische Vorschriften und Richtlinien zur Berechnung des Kurzschlussstromes für elektrische (Hochspannungs-)Schaltanlagen finden sich in der VDE-Norm 0102.

### Größe des Kurzschlussstromes
Ein großer Kurzschlussstrom kann nur entstehen, wenn zwischen der Verbindung kein ausreichender Wirk- oder Blindwiderstand mehr liegt. Hat der Widerstand zwischen den spannungsführenden Leitern noch einen sehr geringen Wert, dann spricht man von einem „kurzschlussähnlichen“ Vorgang.
Beispiel: Zwischen Außenleiter (z. B. L1) und Neutralleiter (N) treiben 230 V den Fehlerstrom gegen Erdpotenzial, weil der den Gegenpol darstellende Neutralleiter geerdet ist; zwischen zwei Außenleitern (etwa L1 und L2) treiben 400 V den Kurzschlussstrom, da sich durch die Phasenverschiebung um 120° ein um {\displaystyle {\sqrt {3}}} höherer Effektivwert einstellt (siehe Dreiphasenwechselstrom).
Dieser Kurzschlussstrom wird während der Kurzschlussdauer {\displaystyle t_{\text{K}}} unter anderem durch den Innenwiderstand {\displaystyle R_{\text{i}}} der Spannungsquelle (prakt. die Sekundärwicklung des vorgeschalteten Ortsnetztransformators), durch den Lichtbogenwiderstand an der Kurzschlussstelle, den Fehlerwiderstand an der Kurzschlussstelle und die Leiterwiderstände (Wirk- und Blindwiderstand) von Hin- und Rückleiter, bestimmt bzw. begrenzt.
Der maximale zu erwartende Kurzschlussstrom hängt somit vom Innenwiderstand bzw. der Netzimpedanz des Stromnetzes sowie dessen Nennspannung ab. Der Überlastschutz (z. B. Leistungsschalter, Leitungsschutzschalter, Schmelzsicherungen) muss diesen Strom abschalten können. Der Strom liegt in Hausinstallationsnetzen typischerweise bei etwa 500 bis 3000 A.

### Folgen und Gegenmaßnahmen

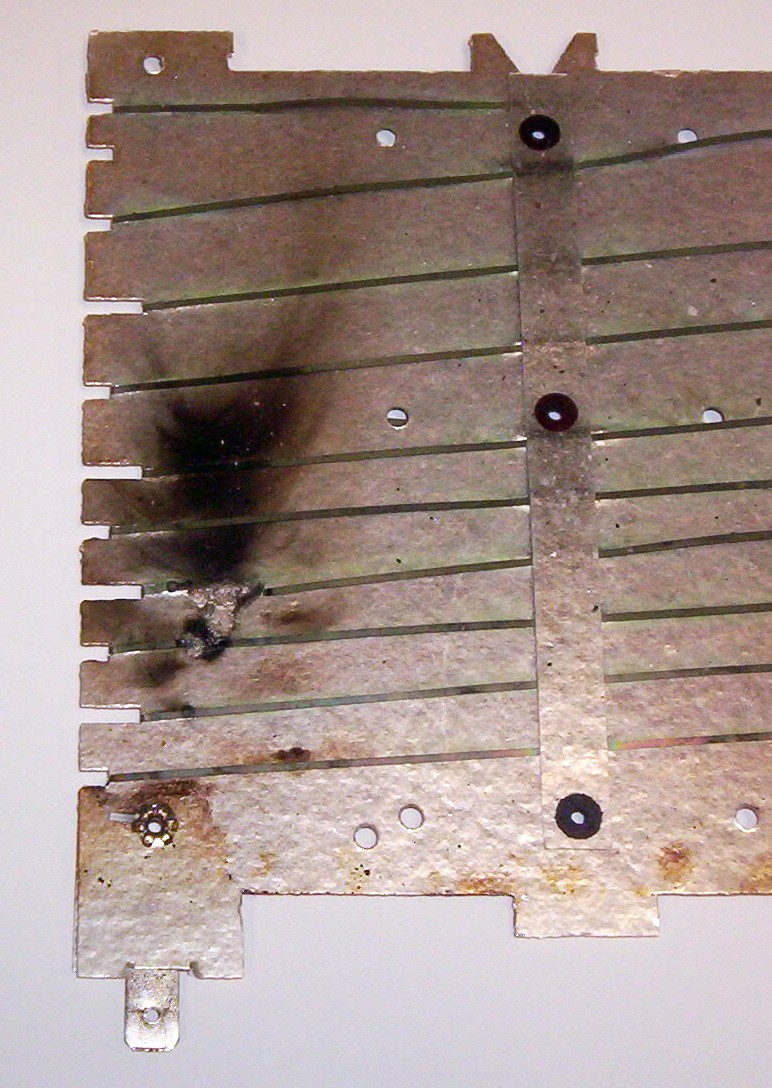
Folgen eines Kurzschlusses (Masseschluss durch Besteckteil) am Heizelement eines Toasters

Durch eine fehlende Begrenzung des Kurzschlussstromes bzw. des kurzschlussähnlichen Fehlerstromes kann es zu Schäden durch Überhitzung (weitere Isolationsschäden, Brände) im Verlauf der Leitungen oder Kabel beziehungsweise der elektrischen Schaltanlagenkomponenten führen, wenn diese nicht durch dem Querschnitt der Kabel angepasste Sicherungen geschützt sind.
Im Extremfall können vom Kurzschluss betroffene Drähte schlagartig verdampfen und einen Lichtbogen auslösen. Tritt ein Lichtbogen auf, kommt es durch Strahlungshitze, Metallspritzer und die Druckwelle zu weiteren Gefährdungen. Moderne Mittelspannungsschaltanlagen sind mit Druckentlastungsklappen ausgerüstet, die über einen Kontakt den Einspeiseleistungsschalter ausschalten.
Zur Verhinderung der Folgen von Kurzschlüssen setzt man in Niederspannungsnetzen sogenannte Leitungsschutzschalter und Schmelzsicherungen verschiedener Charakteristiken ein. Schmelzsicherungen müssen bei Auftreten eines hohen Kurzschlussstroms „durchbrennen“ und dabei die Kurzschlussstelle schnellstens vom übrigen Versorgungsnetz trennen. Das Abschalten muss abhängig von der Anlage sehr rasch erfolgen (maximal im 1/10-Sekundenbereich), je nach Charakteristik des Anwendungsbereiches (Haushaltsinstallation, Elektronikschutz, Steuerungsschutz usw.) verschieden, um die Auswirkungen des Spannungseinbruches und des Kurzschlussstromes gering zu halten.
In den Hoch- und Mittelspannungsnetzen werden Netzschutzrelais eingesetzt, die anhand von Strom- und Spannungsmessungen einen Fehlerfall und dessen Ort erkennen können und mittels eines Leistungsschalters die entsprechenden Teile des Netzes abschalten. Bei Freileitungen wird die sogenannte Automatische Wiedereinschaltung (AWE) eingesetzt, da ein kurzzeitiger „Astabfall“ nicht zu einer Abschaltung führen soll. Es werden bei einem Auslösefall der oder die Leistungsschalter nach ca. 250 ms (Kurzunterbrechung) wieder eingeschaltet; tritt der Fehler nach wie vor auf, dann schaltet der Schutzschalter endgültig in Stellung aus: AWE erfolgreich – Fehler ist weg, AWE ohne Erfolg – Fehler besteht noch. Auch Bahnstromunterwerke führen einige Sekunden nach einer Kurzschlussabschaltung oft eine oder mehrere automatische Wiedereinschaltungen durch, um bei bestimmten Fehlern (Lichtbogen durch Blitzschlag oder Vögel) einen Weiterbetrieb der entsprechenden Teilstrecke zu ermöglichen.
Die mechanische Festigkeit, z. B. von freiliegenden Sammelschienen, muss in Wechselspannungsnetzen nach der größten auftretenden Kurzschluss-Impulsstromstärke bemessen werden. Dieser kurzzeitige Stromstoß ist über den Stoßfaktor κ mit dem anfänglichen Kurzschlusswechselstrom verknüpft. Der Faktor κ liegt im Bereich von 1 bis 2 und ist von den wirksamen Wirk- und Blindwiderständen in der Kurzschlussbahn bestimmt. Die mechanischen Belastungen zeigen aufgrund der Netzfrequenz ein dynamisches Verhalten.
Besonders große Kräfte treten bei generatornahen Kurzschlüssen auf und bewirken mechanische Zerstörungen oder – im Fall ölgefüllter Transformatoren – schwer bis gar nicht löschbare Transformatorbrände. Leistungstransformatoren werden daher oft im Freien und durch entsprechende Betonwände von der Umgebung getrennt aufgestellt.

### Kurzschlussfestigkeit
Transformatoren zur Umsetzung vom Niveau der Netzspannung (230 V) auf Schutzkleinspannung unter 50 V können so ausgelegt werden, dass der Magnetkern einen hinreichend großen Streufluss aufweist, um im sekundärseitigen Kurzschlussfall den primärseitigen Strom zu limitieren. Ein ähnliches Prinzip liegt bei Schweißtransformatoren vor, welche betriebsbedingt sekundärseitig kurzgeschlossen werden.
Typischer Anwendungsfall sind Klingeltransformatoren und kleine Spielzeugtransformatoren, die formal als bedingt kurzschlussfest nach VDE 0551 und EN 60742 ausgelegt werden. Der primäre Stromfluss muss zudem zur Sicherung mindestens gegen Kurzschluss in den Zuleitungen begrenzt sein. Die weitere Absicherung erfolgt meist durch eine thermische Schutzeinrichtung, die den primären Stromfluss bei Überschreiten einer Kerntemperatur bis zum Abkühlen trennt.

### Kurzschluss an Ein- und Ausgängen elektronischer Geräte
Um ein elektronisches Gerät dahingehend zu prüfen, ob am Eingang eines Gerätes Störungen anliegen, ist es oft hilfreich, die Eingänge (NF-Eingänge, Antennenbuchse) „kurzzuschließen“. Das ist „Techniker-Jargon“. Korrekter ist der Ausdruck, man solle die Eingänge überbrücken, denn dabei wird kein Strom fließen, jedoch werden eingestreute Störsignale gegen Masse abgeleitet. Auf diese Weise kann man die Quelle von Störungen eingrenzen.
Dagegen ist es meistens nicht ohne Schäden möglich, einen Ausgang (z. B. Lautsprecheranschluss eines Verstärkers, Antennenanschluss eines Senders) kurzzuschließen. Solche Kurzschlüsse verursachen zwar keine Gefahr, führen jedoch in der Regel zur Überlastung und Zerstörung der Endstufen bzw. einzelner Bauteile (Transistoren usw.).
Häufig sind daher Verstärkerausgänge durch diverse Schutzschaltungen geschützt, die im Kurzschlussfall den Verstärker abschalten. Eine weitere mögliche Schutzmaßnahme stellt unter Umständen ein Ausgangsübertrager dar, der so bemessen ist, dass im Fall eines Kurzschlusses der Sekundärwicklung, an dem die Last hängt, der maximal zulässige Ausgangsstrom nicht überschritten wird.

### Kurzschluss von Akkumulatoren
Akkumulatoren können je nach Typ erhebliche Kurzschlussströme liefern, die nicht nur eine Schädigung oder Zerstörung der Akkumulatoren, sondern auch Sach- und Personenschäden verursachen können.
Kfz-Starterbatterien (Bleiakkumulatoren) können beispielsweise über 1000 A liefern, dadurch kann es im Falle eines Kurzschlusses zu Kabelbränden kommen – eine häufige Brandursache bei Kfz-Unfällen. Tritt bei der Arbeit an den Polklemmen der Starterbatterie ein Kurzschluss durch ein leitendes Werkzeug oder Schmuckstück (metallenes Uhrarmband oder Ring) auf, kann dieses Verbrennungen und/oder Metallspritzer erzeugen. Daher gilt die Regel, dass die Masseverbindung (−) immer zuerst zu lösen und zuletzt anzuschließen ist.
Bei isolierten, redundanten und diodenentkoppelten Batterieanlagen mit Gleichspannung von 220 V gibt es im Zweifehlerfall einen gewollten Kurzschluss: Bei einem (−)Erdschluss an der Batterie 1 und einem (+)Erdschluss an der Batterie 2, oder umgedreht, entsteht eine unzulässig hohe Spannung (durch beide Erdschlüsse verursachte Reihenschaltung beider Batterien: max. U1 + U2 = 440 V). Durch eine starre Verbindung beider (−)Pole bewirken diese beiden Fehler einen Kurzschluss über Erde und somit schaltet eine vorgeschaltete Überstromschutzeinrichtung sicher ab. Somit wird eine Überlastung durch unzulässige Spannungserhöhung am Verbraucher vermieden.

### Subtransienter Anfangskurzschlusswechselstrom
Der subtransiente Anfangskurzschlusswechselstrom {\displaystyle I_{\text{K}}''} ist ein Begriff aus der Elektrotechnik. Dabei handelt es sich um eine rein theoretische Größe bei der Kurzschlussstromberechnung. Sie bezeichnet den Effektivwert der Wechselstromkomponente des Kurzschlussstroms im Augenblick des Kurzschlusseintritts. Er wird nicht zur mechanischen Beurteilung von Stromwirkungen im Kurzschlussfall verwendet. Für diese Betrachtung dient der Stoßkurzschlusswechselstrom.

### Stoßkurzschlussstrom
Der Stoßkurzschlussstrom {\displaystyle I_{\text{s}}} ist maßgebend zur Beurteilung und Berechnung der mechanischen Festigkeit insbesondere von:
- Generatorwicklungen
- Transformatorwicklungen
- Kabel- und Leitungsstrecken
- elektrischen Schaltanlagen.

Der Stoßkurzschlussstrom ist der höchste Augenblickswert des Wechselstromes nach Kurzschlusseintritt und wird als Scheitelwert angegeben.
{\displaystyle I_{\text{s}}=\varkappa \cdot {\sqrt {2}}\cdot I_{\text{K}}''}
mit
{\displaystyle I_{s}} Stoßkurzschlussstrom
{\displaystyle \varkappa } Faktor zwischen 1,02 und 2 in Abhängigkeit von dem Verhältnis der Resistanz {\displaystyle R} zur Reaktanz {\displaystyle X} der Kurzschlussbahn
{\displaystyle \varkappa =1{,}02+0{,}98\cdot \exp(-3\cdot R/X)}
{\displaystyle I_{\text{K}}''} Anfangskurzschlusswechselstrom
Schutzeinrichtungen wie Leistungsschalter oder Sicherungen werden nicht für den Stoßkurzschlussstrom, sondern für den thermisch wirksamen Dauerkurzschlussstrom ausgelegt.

## Normen
- DIN EN 60909-0 VDE 0102:2002-07; Kurzschlußströme in Drehstromnetzen – Berechnung der Ströme (+ Beiblätter 1, 3 und 4)
- DIN EN 60909-3 VDE 0102-3:2010-08; Kurzschlussströme in Drehstromnetzen – Ströme bei Doppelerdkurzschluss und Teilkurzschlussströme über Erde
- DIN EN 60865-1 VDE 0103:1994-11; Kurzschlussströme; Berechnung der Wirkung – Begriffe und Berechnungsverfahren (+ Beiblatt 1)

## Die Überspannung (anderer Begriff)
Das physikalisch-technische Gegenteil eines Kurzschlusses ist die elektrische Unterbrechung. Bei Unterbrechung einer Konstantstromquelle kann es ohne Schutzmaßnahmen zu einer Überspannung kommen. Dies ist prinzipiell der Fall, wenn sich im Stromkreis eine geladene Induktivität befindet. Somit kann in bestimmten Fällen auch eine Unterbrechung eine Gefahr darstellen.